# Pierre Georges

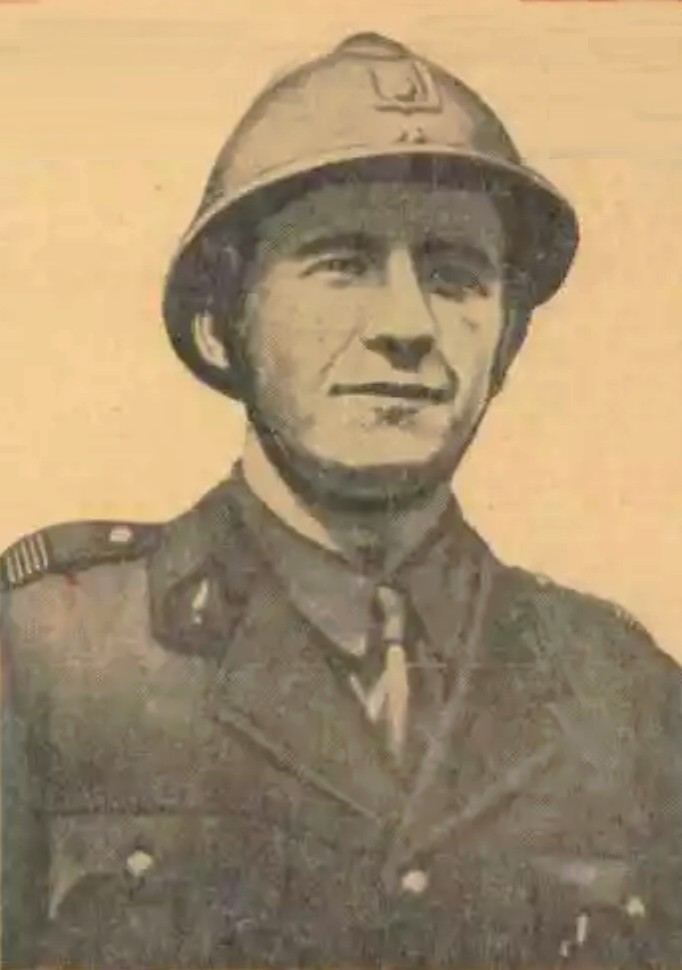
Colonel Fabien, August 1945

Pierre Georges (* 21. Januar 1919 in Paris; † 27. Dezember 1944 in Habsheim, Elsass), auch als Pierre Fabien oder Colonel Fabien bekannt, war ein französischer Kommunist und Mitglied der Résistance.

## Vorkriegszeit
Georges wurde als Sohn des Bäckers Félix Georges und der Blanche Gaillourdet geboren. Seine Mutter starb bereits 1928. Er begann in jungen Jahren zu arbeiten und erlernte das Bäckerhandwerk; später war er als Schienenleger und zuletzt als Schlosser bei der staatlichen französischen Eisenbahngesellschaft (SNCF) tätig. Mit vierzehn Jahren schloss er sich der Parti communiste français an und engagierte sich bereits mit siebzehn Jahren 1936 bei den Internationalen Brigaden im Spanischen Bürgerkrieg. An die Offiziersschule nach Albacete entsandt, verließ er diese im Januar 1938 mit dem Dienstgrad eines Unterleutnants. Dreifach verwundet, kehrte er mit einer Lungenentzündung im Juni 1938 nach Frankreich zurück, durchlief eine Metallarbeiterschule und wurde wieder Arbeiter bei den Flugzeugwerken Bréguet.
In das Zentralkomitee der Jeunesses communistes, der Kommunistischen Jugend gewählt, heiratete er Andrée Coudrier, mit der er 1940 eine Tochter bekam. Im November oder Dezember 1939, als kommunistischer Aktivist interniert, gelang ihm nach der Unterzeichnung des Waffenstillstands von Compiègne im Juni 1940 die Flucht per Zug nach Marseille, wo er mit seiner Partei Kontakt aufnahm und unter dem Pseudonym Fredo im Untergrund aktiv war. Von seiner Partei zur Leitung der Kommunistischen Jugend nach Paris beordert, war er mit dem Aufbau einer ersten bewaffneten Gruppe beauftragt.

## Résistance
1941 wurde er Adjutant von Oberst Albert Ouzoulias, dem Chef des Bataillons der Jugend, Mitglied bei den Francs-tireurs et partisans (FTP). Diese Résistancegruppe besaß aus Sicherheitsgründen eine Dreiecksstruktur: Zellen aus drei Personen waren flexibel und gegen Unterwanderung gut zu schützen. Ihr gehörten vorwiegend Gewerkschafter an, die Industriesabotage, aber auch Anschläge auf die Eisenbahn sowie Strom- und Telefonkabel unternahmen. Er selbst unternahm am 21. August 1941 das Attentat auf den Offiziersanwärter der deutschen Kriegsmarine Moser in der Pariser Métro-Station Barbès Rochechouart, das als erstes Attentat auf die deutschen Besatzungstruppen betrachtet wird und als Fanal sowohl für die Résistance, wie für die deutschen Besatzungstruppen und das Vichy-Regime wirkten. Es zog scharfe Repressalien nach sich.
Am 8. März 1942 verließ er die Franche-Comté und wurde einer der ersten Maquis der FTP unter dem Kampfnamen Colonel Fabien (= Oberst Fabien). Er wurde Spezialist in der Sprengung von Eisenbahnen. Am 25. Oktober 1942 wurde er schwer am Kopf verwundet. Die französische Polizei verhaftete ihn am 30. November 1942 in Paris und lieferte ihn der Gestapo aus. Verhört und gefoltert, überstand er drei Monate in Fresnes, bevor er zum Gefängnis nach Dijon überstellt wurde, von wo ihm letztlich im Mai 1943 die Flucht zur Burg Romainville gelang. Sofort nahm er an der Organisation der Résistance in den Vogesen, im Département Haute-Saône und im nördlichen Zentrum teil.

## Befreiung
Georges nahm an der Befreiung von Paris im August 1944 teil. Er befand sich an der Spitze einer Gruppe der Forces françaises de l’intérieur, die einen Anschlag auf das Palais du Luxembourg unternahmen und später gestützt auf einen Panzer als Vorhut der französischen 2. Panzerdivision. Colonel Fabien sammelte eine Gruppe von 500 Männern, hauptsächlich aus Suresnes um sich, um den Kampf gegen die Wehrmacht zusammen mit den französischen und alliierten Streitkräften als Brigade de Paris fortzusetzen. Diese Brigade war anfangs der Division Patton unterstellt. Bald wurde aus ihr das 151. Infanterieregiment in der Armee von Jean de Lattre de Tassigny, die in den Kämpfen im Osten Frankreichs und später in Deutschland eingesetzt wurde.
Georges wurde am 27. Dezember 1944 in Habsheim nahe Mülhausen durch die Explosion einer Mine, die er gerade untersuchte, getötet. Die genauen Umstände seines Todes blieben weitgehend unbekannt. Sein Verbindungsoffizier, Gilberte Lavaire, ein Oberstleutnant, zwei Hauptleute und ein Leutnant kamen mit ihm ums Leben.
Sein Vater und sein Schwiegervater wurden von der deutschen Besatzung getötet.

## Postume Ehrung
Im 19. Pariser Arrondissement wurden eine Métrostation sowie der frühere Place du Combat, an dem die Parti communiste français (kurz PCF) ihren Sitz hat, in Place du Colonel-Fabien umbenannt – damit haben der Platz und die Partei dieselben Initialen.
Der Schriftsteller Alphonse Boudard, der im Regiment Fabiens gedient hatte, widmete ihm ein Porträt im Roman Le Corbillard de Jules.